# Meru (Kenia)
Meru is een Keniaanse stad in de provincie Mashariki. Het ligt aan de Kathitarivier ten noordoosten van Mount Kenya. Het ligt zo'n acht kilometer ten noorden van de evenaar op circa 1524 meter boven zeeniveau in een gebied bestaande uit kleine dorpjes en landelijke boerderijen. Het wordt voornamelijk bewoond door de Merustam.
De stad is te bereiken via een verharde weg vanaf het zuiden via de oostkant van Mount Kenya of via de noordwestkant van Mount Kenya langs Nanyuki en Timau. De weg via Nanyuki was in februari 2004 nog altijd vrij ruw.
Meru is het zaken-, landbouw- en onderwijscentrum van het noordoosten van Kenia. Er bevinden zich banken, hotels, markten en transportterminals.

## Landbouw
In Meru worden koffie, thee, hout, vee, zuivelproducten, Franse bonen en vele andere zaken geproduceerd. Het behoort tot de belangrijkste koffieproducerende gebieden. De koffie groeit er tweemaal per jaar, omdat de stad ook twee regenseizoenen kent. Ook groeit het op iets andere tijdstippen dan elders in Kenia door het andere weerklimaat op de noordoostelijke hellingen van Mount Kenya en Nyambenis. De koffie wordt verwerkt door boerencoöperaties en koffiefabrieken vlak bij de landbouwgronden.

## Onderwijs
De twee belangrijkste voortgezet onderwijsinstellingen zijn Meru High School en Kaaga Girls School. Emory University heeft een partnerschap met de Meru High School. Ze delen computers, boeken, wetenschappelijke apparatuur. Er zijn ook technische scholen, waarvan de Meru Technical Institute en de Meru College of Technology de belangrijkste zijn. Daarnaast zijn er lerarenopleidingen en een recent opgerichte universiteit Kenya Methodist University (KEMU).